# ヴィレヴェック
ヴィレヴェック （Villevêque）は、フランス、ペイ・ド・ラ・ロワール地域圏、メーヌ＝エ＝ロワール県のコミューン。

## 地理
ボージョワ地方にあるアンジューのコミューンで、スーセルの南に位置する。アンジェとは14kmの距離である。ロワール川 (支流)沿いにあり、川の左岸にある。
町は、かつてアンジェ司教が住まいとしていた、ロワール川を見下ろす位置に佇むシャトーを中心とする。

## 由来
司教の町と呼ばれたこの地で、アンジェ司教は休暇を過ごしていた。
古くの名はPariocha de Villa Episcopi（1259年）、Ville lévesque（1289年）、Burgus、castrum de Villa Episcopi（1292年）、La Paroisse de Vile évesque（1295年）である。Villevêqueの名でコミューンとなり、フランス革命時代に革命的な名であるポール・デュ・ロワール（Port-du-Loir）に変えられたが、その後再びヴィレヴェックとなった。

## 歴史
11世紀、現在の町には教区の中心があったことが証明されている。教会の所有する荘園はのちに司教のドメーヌとなった。封土の領主はアンジェ司教自身が務めた。12世紀、城は要塞の様相となった。2度、王の命令によって解体されたが、ビュエイユの司教によって再建された。建物は15世紀に改造されている。

## 人口統計
| 1962年 | 1968年 | 1975年 | 1982年 | 1990年 | 1999年 | 2008年 | 2013年 |
| ------ | ------ | ------ | ------ | ------ | ------ | ------ | ------ |
| 1330   | 1317   | 1701   | 2207   | 2432   | 2607   | 2754   | 2870   |

参照元:1962年から1999年まで人口の2倍カウントなし。1999年までEHESS/Cassini、2004年以降INSEE

## 史跡

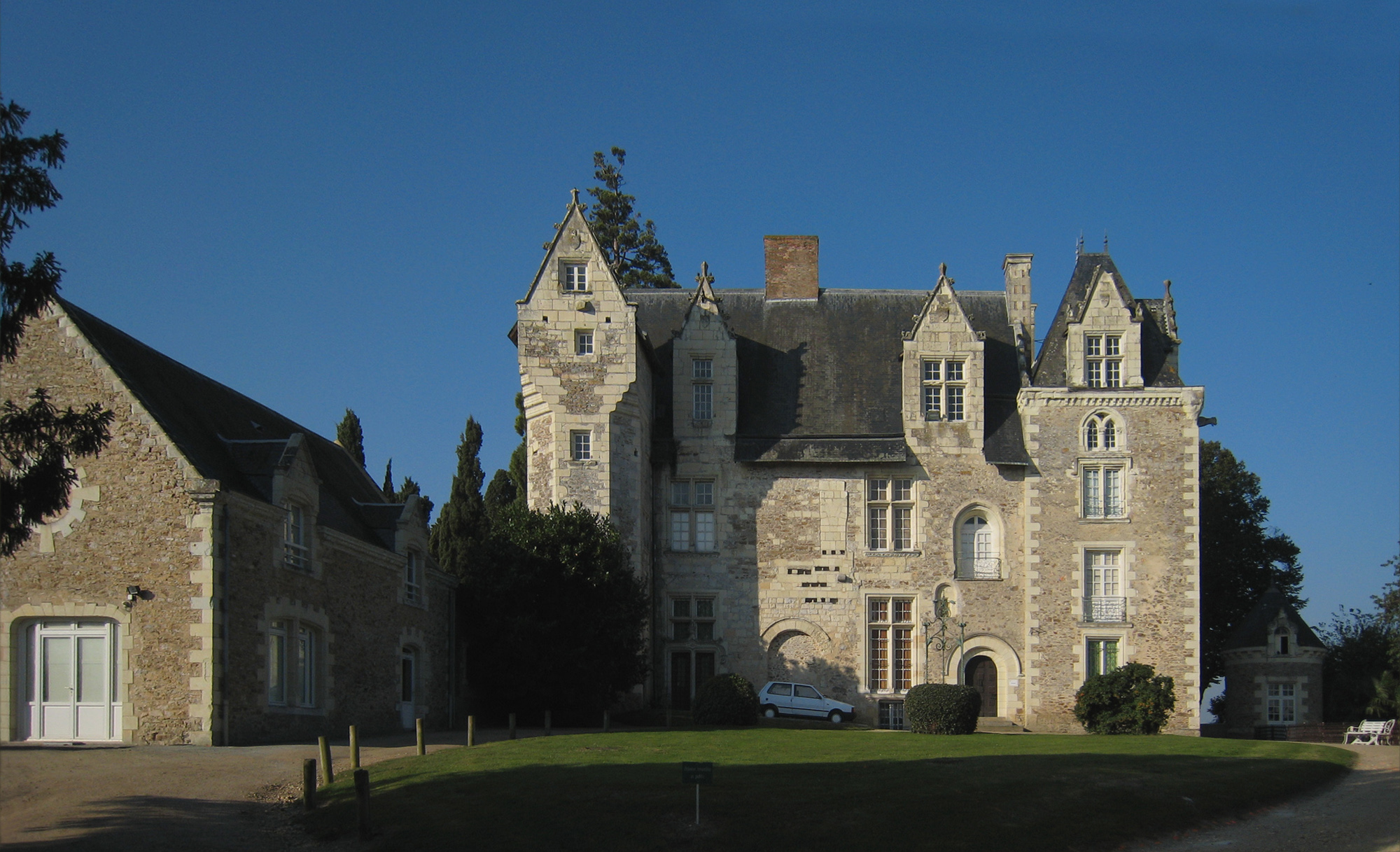
シャトー・ド・ヴィレヴェック。現在は美術館
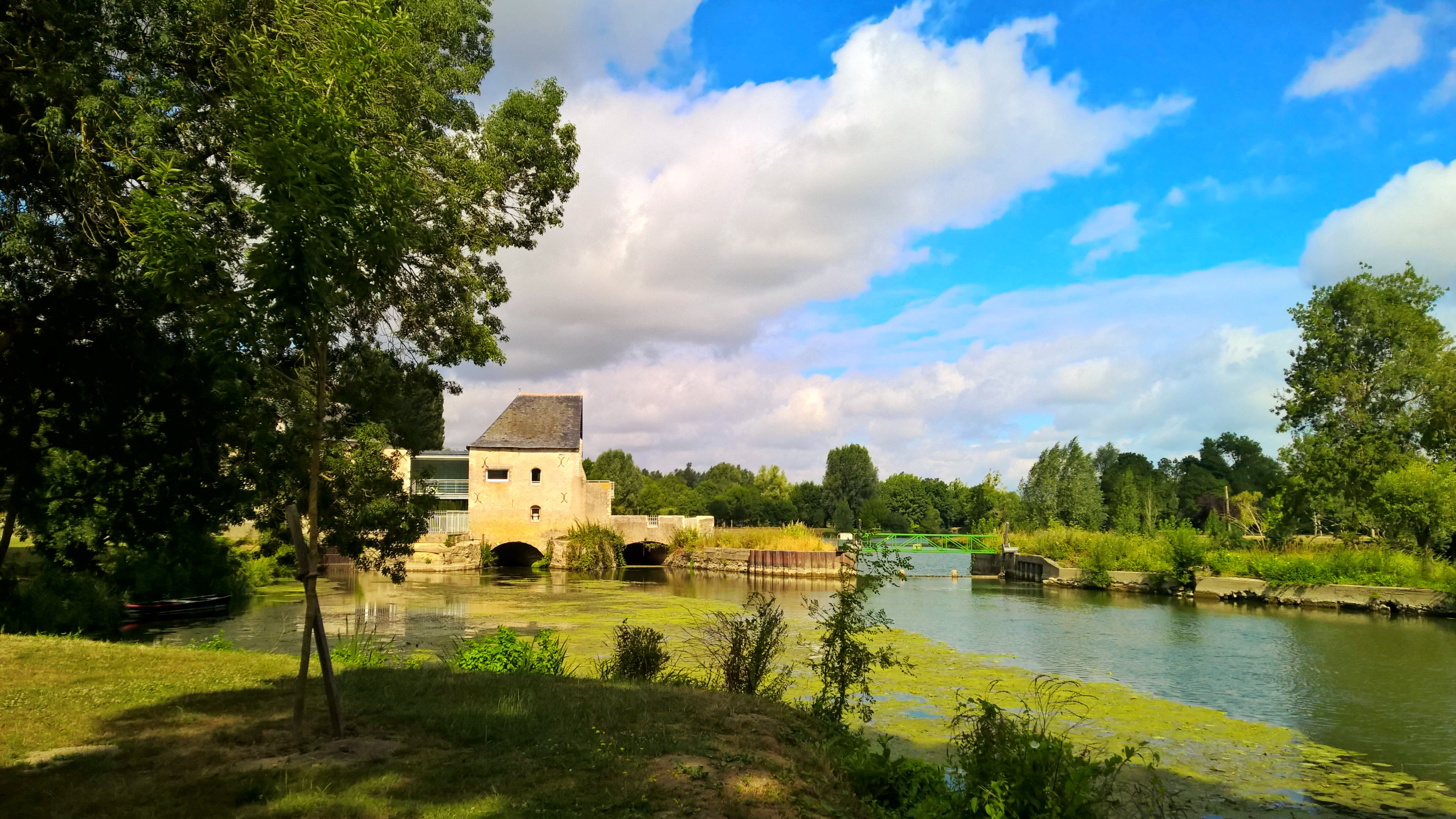
フロマンの水車。ロワール河岸